# 楊福爵
楊福爵（英語：Boniface Yang Fu-jue；1878年10月26日—1938年2月23日；聖名：波尼法爵），是天主教中國籍主教。曾任廣東廣州宗座代牧區輔理宗座代牧（1931年-1938年）。

## 生平
楊福爵出生於1878年10月26日，在清朝廣東省。1906年5月13日，胡大國在28歲晉鐸。
1931年7月26日，楊福爵53歲時獲得時任教宗庇護十一世任任命成為廣州宗座代牧區輔理宗座代牧，領銜突尼斯埃古加教區主教。同年7月26日，江蘇省海門宗座代牧朱開敏主教主禮，廣東省江門宗座代牧華理柱主教和韶州宗座代牧耿其光主教襄禮
楊主教有望成為首任華籍廣州宗座代牧區。可惜，楊福爵主教亦於1938年2月23日在中華民國廣東省廣州去世，享年59歲。